# Província d'Azuay
La província d'Azuay és una de les 24 províncies que conformen la República de l'Equador, situada a la part sud dels Andes equatorians. La seva capital administrativa és la ciutat de Cuenca, el barri colonial de la qual fou declarat Patrimoni Cultural de la Humanitat per la UNESCO. Ocupa un territori d'uns 8.639 km², i limita al nord amb la província de Cañar, al sud amb la de Loja, per l'occident amb la del Guayas, al sud-occident amb la d'El Oro, a l'est amb la de Morona-Santiago i al sud-est amb la de Zamora-Chinchipe. Al territori d'Azuay habiten 712.127 persones, segons l'últim cens nacional (2010). La província està constituïda per 15 cantons, que, al seu torn formen 27 parròquies urbanes i 60 parròquies rurals. Els productes agrícoles principals són el blat de moro, la patata i la canya de sucre.
Els primers assentaments registrats daten de deu mil anys d'antiguitat a Chobshi i Cubilán. Va tenir diferents períodes migratoris amb poblacions provinents de la regió muntanyenca com els cañaris. Més endavant va ser conquerida pels inques sota el regne de Túpac Yupanqui. La colonització espanyola es va produir quan Francisco Pizarro, va comissionar el capità Rodrigo Núñez de Bonilla perquè exercís funcions de encomendero en el repartiment de les terres cañaris i la sev capital Tomebamba en 1538. Durant l'epoca colonial, el territori s'organitzà sota el corregiment de Cuenca. Després de la guerra d'independència i la incorporació de l'Equador a la Gran Colòmbia, es crea la província de Cuenca el 25 de juny de 1824 (que el 1835, canvia el nom a Azuay).

## Geografia física
L'orografia de la província està centrada en dues fosses interandines: la fossa de Paute al nord-est i la fossa de Jubones al sud-occident. Les dues serralades andines que limiten les fosses no superen els 4500 metres d'altura, amb cims com els de Mullopungo i Cajas, a la serralada occidental i els de Allcuquiru, Collay i Matanga a la serralada oriental. El punt més alt se situa al nus de Cajas, al voltant del qual es troba el parc nacional Cajas.
A la zona central, en les fosses interandines, els valls principals són els de Cuenca, Girón, Sígsig, Gualaceo i Paute, amb planes que afavoreixen l'agricultura. El sistema hidrogràfic està centrat en el riu Paute, de la conca amazònica, amb dos afluents principals: el Tomebamba i el Yanuncay. El clima està definit per zones de páramo a les altes valls interandines, que passa progressivament cap a climes temperats i subtropicals després de travessar les serralades occidental i oriental.

### Parc Nacional Cajas
El Parc Nacional Cajas està situat al nord-oest de Cuenca, a la serralada occidental dels Andes. Està format principalment per grans elevacions amb sistemes lacustres, a manera d'enormes caixes interconnectades, d'on prové el seu nom (cajas, és a dir, ‘caixes'). No hi ha una marcada regularitat del clima i es donen gelades amb freqüència i plugims (garúa) i boirina quasi permanents. La gran quantitat de llacunes regula i conserva els rierols de la zona per mitjà del seu drenatge; rius com el Tomebamba, el Mazán, el Yanuncay i el Migüir neixen al Cajas i abasteixen d'aigua potable a la ciutat de Cuenca; són, alhora, els principals aportadors del complex hidroelèctric de Paute, que proveeix d'electricitat a gairebé tot el país.
En el límit oriental del parc hi ha un important bosc pluvial subalpí, compost principalment per espècies arbòries i arbustos amb gran diversitat d'orquídies, falgueres i molses. Cal destacar la formació de bosc de Polylepis, o «arbre del paper», un arbre d'entre 8 i 10 m d'alçada que creix a la vora de les llacunes i en llocs rocosos i és l'única espècie d'arbre per sobre de 4.000 metres. Al parc hi ha cérvols de cua blanca, ossos d'antifaç, pumes, ocelots, i tapirs andins. Les aus més importants són el caracara, el còndor, el tucà andí, ànecs i colibrís. El ratolí d'aigua del Cajas és una espècie endèmica del parc.

## Organització territorial
La província està constituïda per 15 cantons, que, al seu torn, s'organitzen en 27 parròquies urbanes i 60 parròquies rurals.
| Cantó          | Població (2010) | Superfície (km²) | Capital cantonal |
| -------------- | --------------- | ---------------- | ---------------- |
| Chordeleg      | 12.577          | 105              | Chordeleg        |
| Cuenca         | 505.585         | 3.086            | Cuenca           |
| El Pan         | 3.036           | 132              | El Pan           |
| Girón          | 12.607          | 347              | Girón            |
| Guachapala     | 3.409           | 41               | Guachapala       |
| Gualaceo       | 42.709          | 347              | Gualaceo         |
| Nabón          | 15.892          | 636              | Nabón            |
| Oña            | 3.583           | 295              | Oña              |
| Paute          | 25.494          | 267              | Paute            |
| Ponce Enriquez | 25.494          | 267              | Ponce Enriquez   |
| Pucará         | 10.052          | 848              | Pucará           |
| San Fernando   | 3.993           | 142              | San Fernando     |
| Santa Isabel   | 18.393          | 781              | Santa Isabel     |
| Sevilla de Oro | 5.889           | 314              | Sevilla de Oro   |
| Sígsig         | 26.910          | 657              | Sígsig           |